# Le Chien de Noël, la famille s'agrandit
 (avril 2023).
Série
Le Sauveur d'Halloween
(2011)
Pour plus de détails, voir Fiche technique et Distribution.
Le Chien de Noël, la famille s'agrandit (The Christmas Dog, the family is growing) est un téléfilm américain de Noël réalisé par Michael Feifer, diffusé depuis 2012.

## Synopsis
Zeus est un chien policier à la retraite qui se trouve en Californie avec la famille Bannister - qui l'a adopté - pour passer les fêtes de Noël chez la sœur de George, Barbara. Mais pendant ce temps, ils reçoivent comme cadeau de Noël un petit labrador nommé Eve qui ne cesse de causer des problèmes à Zeus. Les cambrioleurs de l'année dernière sont de retour et ont pour mission de voler l'étoile au sommet du sapin. Zeus et Eve s'entraident pour empêcher ces voleurs de gâcher leur Noël. 

## Fiche technique
- Titre original : The Dog Who Saved Christmas Vacation
- Titre en français : Le Chien de Noël
- Réalisation : Michael Feifer
- Scénario : Michael Ciminera et Richard Gnolfo
- Histoire originale de : Jeffrey Schenck et Peter Sullivan
- Musique : Adres Boulton et Chad Rehmann
- Société de production : Lancom Entertainment et ARO Entertainment
- Genre : comédie, humour
- Durée : 87 minutes
- Pays d'origine :  États-Unis
- Dates de sorties : 
  -  États-Unis : 2012
  -  France : 10 décembre 2014

## Distribution
- Lana : Zeus
- Gary Valentine : George Bannister
- Elisa Donovan (VF : Marianne Leroux) : Belinda Bannister
- Caitlin Carmichael : Kara Bannister
- Wyatt Griswold : Ben Bannister
- Dean Cain (VF : Emmanuel Curtil) : Ted Stein
- Joey Diaz (en) : Stewey McMann
- Shelley Long : La tante Barbara / le chat de l'aéroport
- Michael Gross : Ned
- Joseph Lawrence (VF : Sébastien Desjours) : Zeus (voix)
- Peyton List : Eve (voix)

 Source et légende : version française (VF) sur RS Doublage